# Jardín Botánico de Asheville
El Jardín Botánico de Asheville (en inglés : Asheville Botanical Gardens) es un jardín botánico y arboreto de unas 4 hectáreas (10 acres) de extensión, sin ánimo de lucro que se encuentra en Asheville, Carolina del Norte. 
El código de identificación del Asheville Botanical Gardens como miembro del "Botanic Gardens Conservation International" (BGCI), así como las siglas de su herbario es ASHEV.

## Localización
Botanical Gardens at Asheville 151 W.T. Weaver Boulevard, Asheville Buncombe County, Carolina del Norte NC 28801-4297 United States of America-Estados Unidos de América.
Planos y vistas satelitales.35°36′46.8″N 82°34′1.2″O / 35.613000, -82.567000
El jardín botánico está abierto diariamente con entrada libre, aunque se admiten donaciones. 

## Historia
Los jardines fueron creados en 1961 en terrenos de producción maderera erosionados, y abandonados. 
La limpieza y la planificación de senderos tuvo lugar de 1962 a 1963, y las plantaciones comenzaron en 1964 después del diseño de la totalidad del jardín por Doan Ogden, un artista diseñador paisajista de reconocimiento nacional. 
En aquella época más de 5.000 plantas fueron trasplantadas en el jardín desde tierras privadas y de bosques nacionales. 
Aunque los jardines están situados en la tierra que pertenece a la adyacente Universidad de Carolina del Norte en Asheville, los jardines funcionan independientemente y son supervisados por una junta directiva elegida por la generalidad de los miembros de los jardines botánicos.

## Colecciones
Actualmente el jardín botánico está enfocado en mostrar las plantas nativas de la región del sur de los montes Apalaches, representando aproximadamente 700 especies de árboles, arbustos, parras, plantas silvestres, hierbas, matorrales, juncos, plantas acuáticas, helechos, musgos, y líquenes.

## Galería

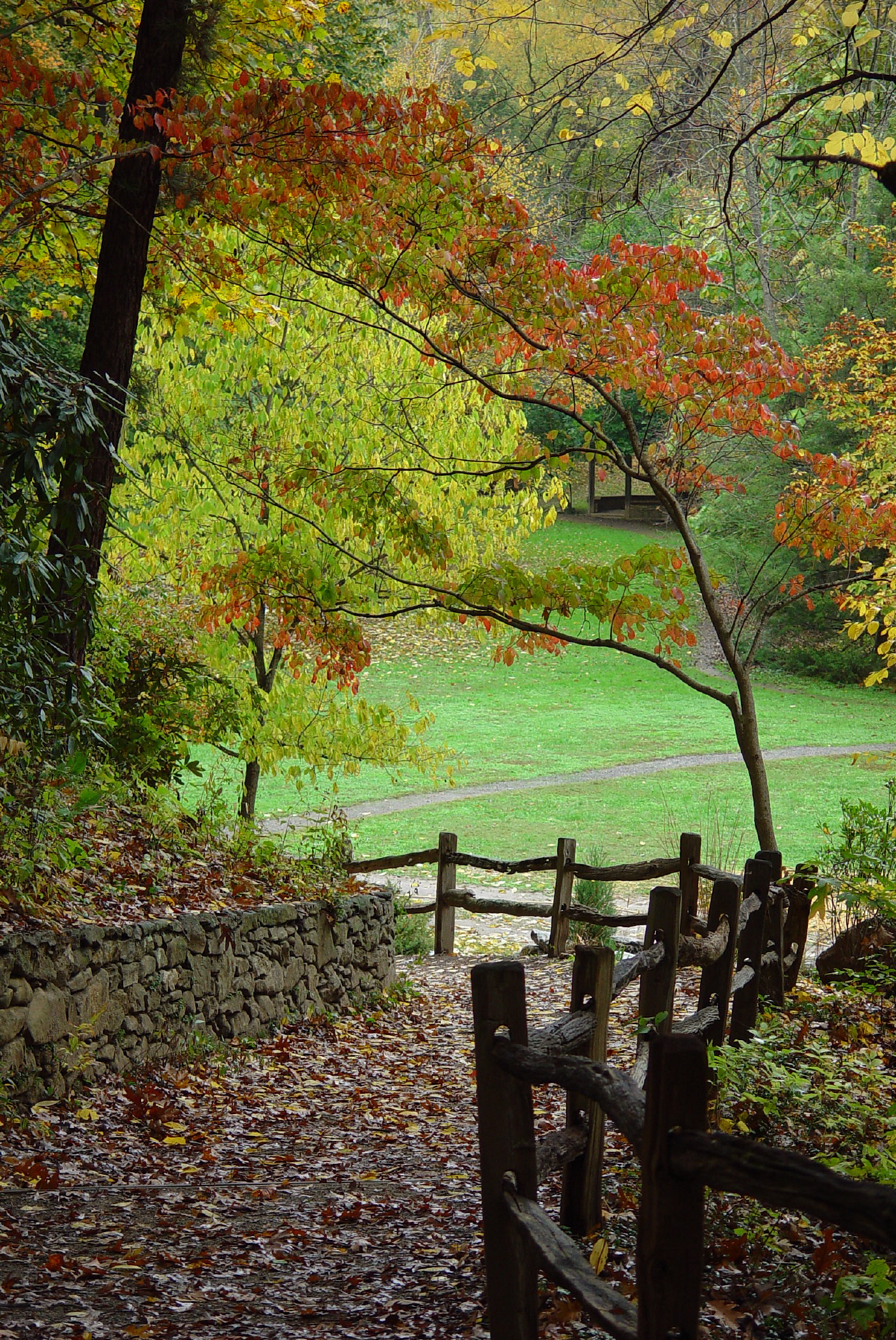
Sendero Crayton en otorño.
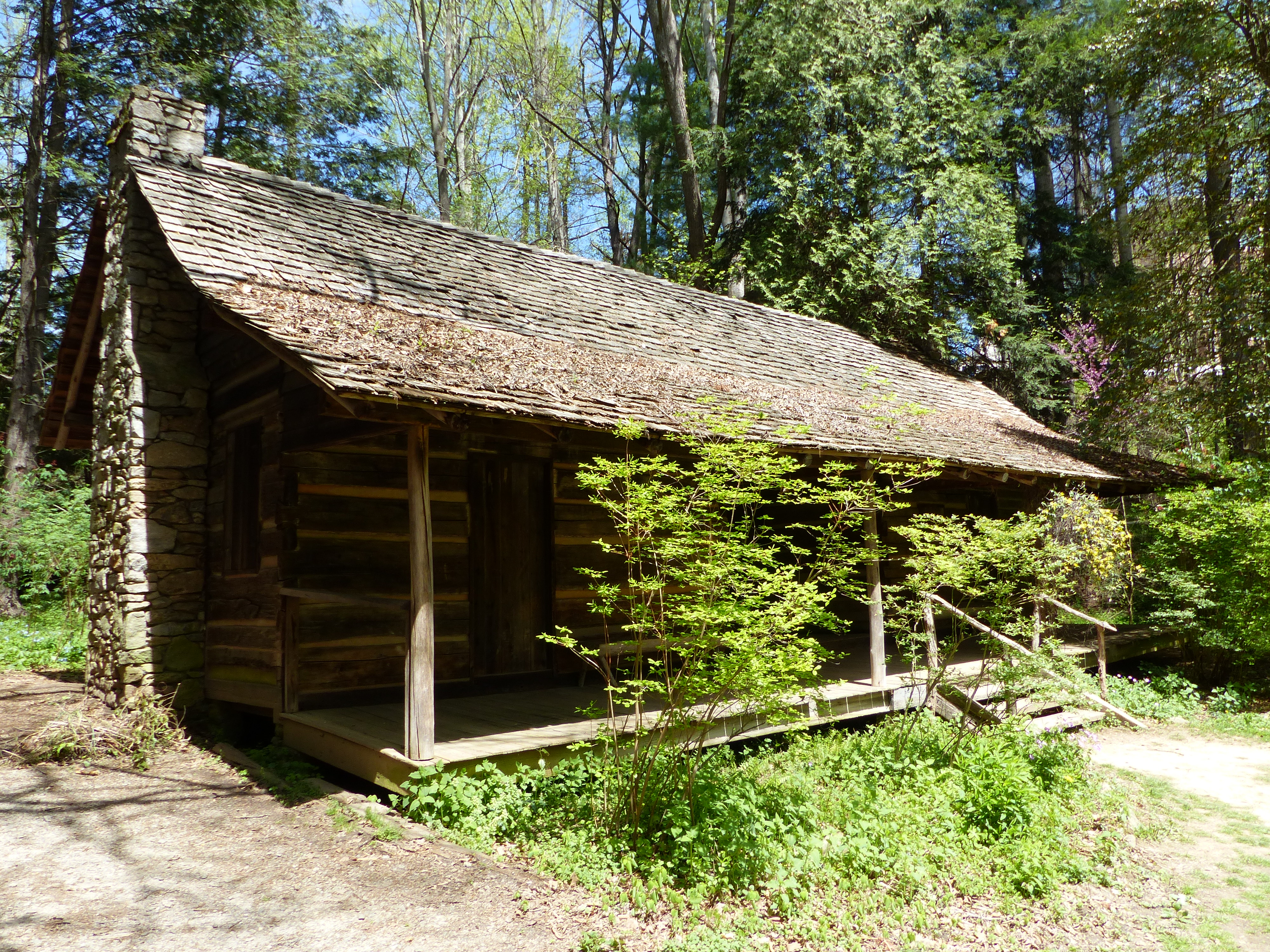
Cabaña en el jardín.
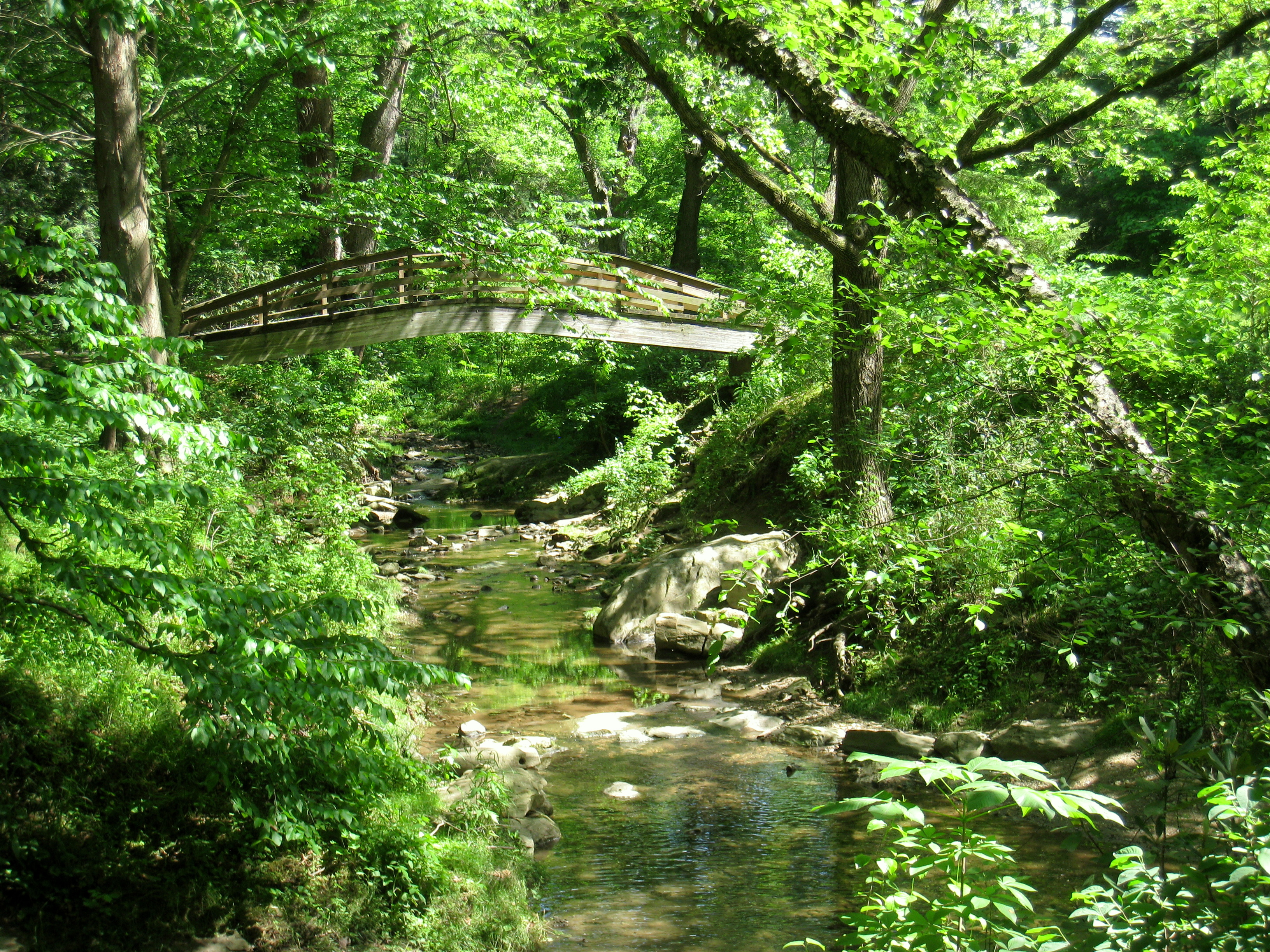
Puente sobre un riachuelo que cruza el jardín.
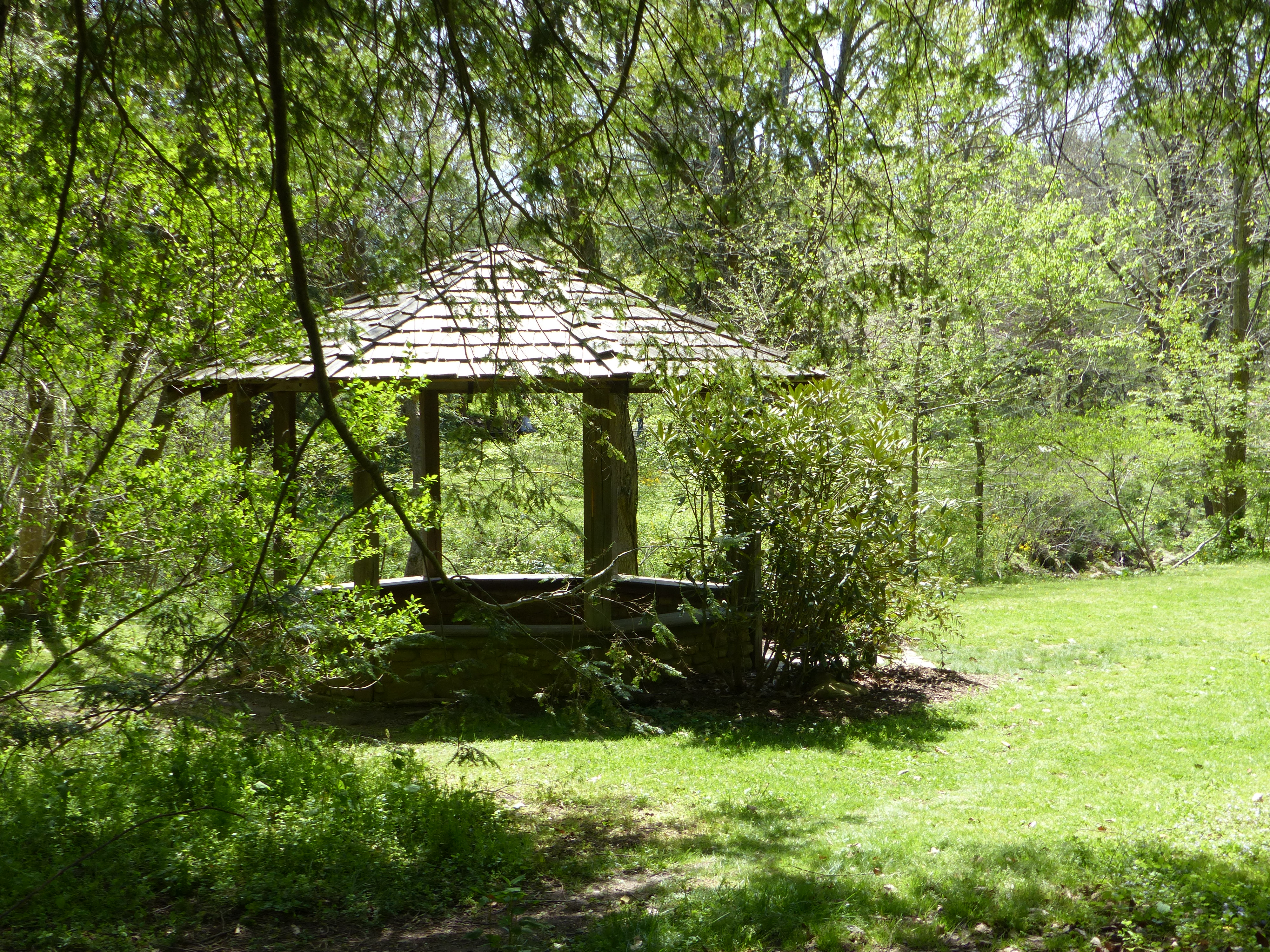
Pozo en el jardín.
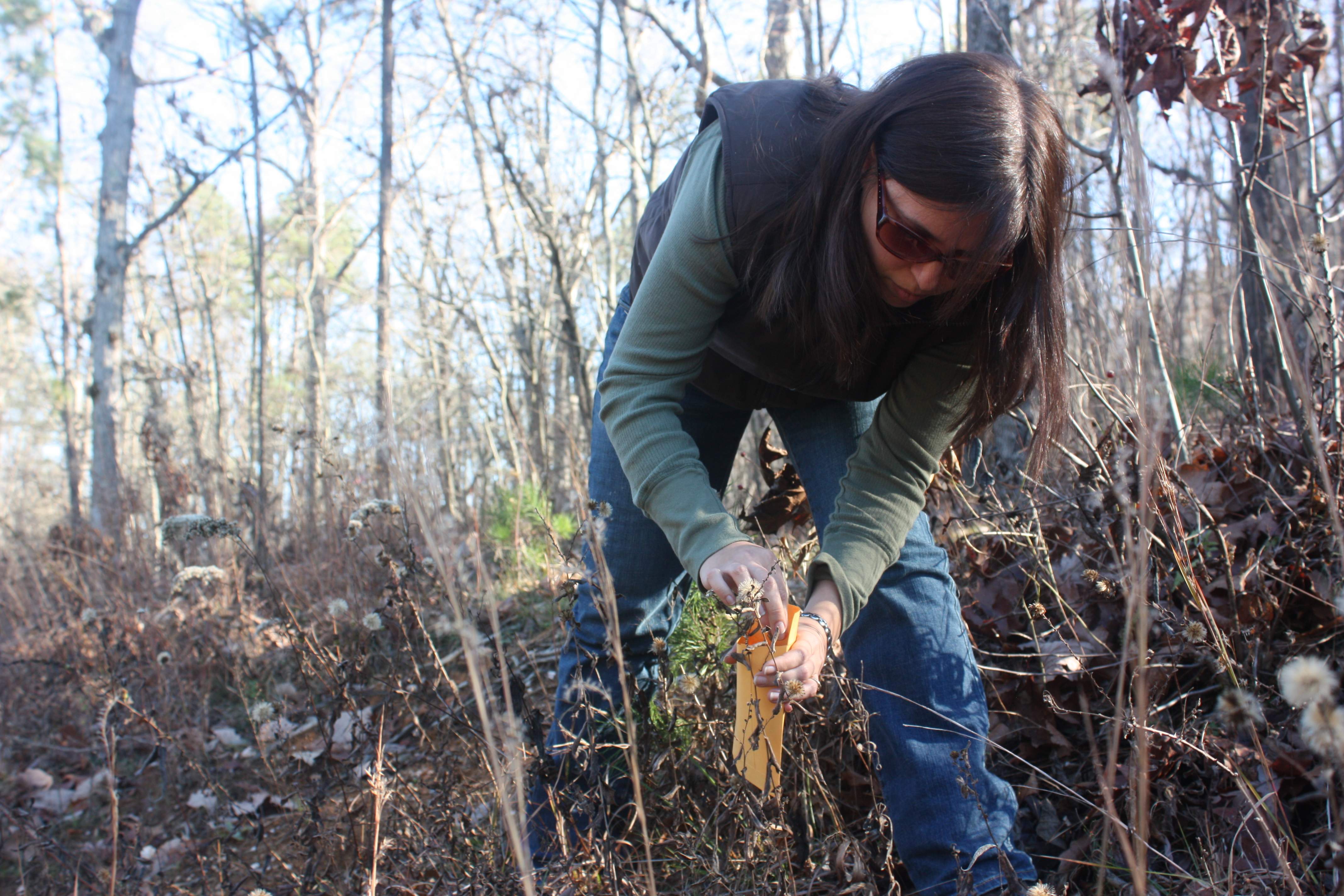
Recolección de semillas de Symphyotrichum georgianum en el jardín.